# No time for heroes
No time for heroes is het zesde studioalbum van Lake. De band lag toen geheel in handen van zanger James Hopkins Harrison en Achim Oppermann. Oppermann was waarschijnlijk de motor achter de overstap van CBS naar Polydor, de bandleden wisten het in 2003 al niet meer. Lake was destijds een komen en gaan van musici, ook bij dit album zijn er weer twee nieuwe leden. De compact disc-uitgave die enigszins in 1985 verlaat verscheen bevat in het boekwerkje slechts één songtekst, alsof op het laatste moment is besloten ze toch maar niet af te drukken. Het album met bijbehorende single verkocht matig.

## Musici
- James Hopkins Harrison (hier Jim geheten) – zang
- Bernd Gärtig – gitaar, zang
- Jo Kappl – basgitaar, zang
- Achim Oppermann – toetsinstrumenten, gitaar, zang
- Thomas Bauer – toetsinstrumenten, altsaxofoon, zang
- Dieter Ahrendt – slagwerk, percussie

Met
- John Groves - toetsinstrumenten

## Muziek
| Nr. | Titel                                               | Duur |
| --- | --------------------------------------------------- | ---- |
| 1.  | Continental vagabond (Hopkins Harrison, Opperman)   | 4:37 |
| 2.  | Dreams in the night (Hopkins Harrison, Opperman)    | 4;14 |
| 3.  | Tell me why (Hopkins Harrison, Opperman)            | 3:44 |
| 4.  | Heroes (Hopkins Harrison, Kappl)                    | 4:04 |
| 5.  | Never say never (Hopkins Harrison, Kappl)           | 4:23 |
| 6.  | Instrumental no. 1 (Opperman)                       | 3:51 |
| 7.  | Johnny don’t go (Hopkins Harrison, Bauer, Opperman) | 4:14 |
| 8.  | Lorraine (Hopkins Harrison, Bauer)                  | 3:27 |
| 9.  | Scotsman (Hopkins Harrison, Gärtig)                 | 4:14 |
| 10. | Lady Divine (Hopkins Harrison, Bauer)               | 3:17 |
| 11. | Fight it together (Hopkins Harrison, Kappl)         | 4:08 |